# Mantophasmatodea
I Mantofasmidi (Mantophasmatodea) sono un ordine di insetti carnivori scoperto nel 2002, il primo nuovo ordine di insetti descritto dal 1914.
Sono comunemente noti come Gladiatori.
I membri dell'ordine sono privi di ali anche da adulti. Hanno una certa somiglianza con le mantidi e i fasmidi, ma l'esame del DNA evidenzia la loro più stretta parentela con l'ordine Grylloblattodea. I primi appartenenti all'ordine identificati sono stati trovati in Namibia, Mantophasma zephyra e Mantophasma subsolana, e un fossile risalente a 45 milioni di anni fa, rinvenuto nell'ambra del Mar Baltico, Rhaptophasma kerneggeri.
Gli autori dell'articolo che descrive il nuovo ordine fanno notare che "Non si può categoricamente escludere, al momento, " che i due esemplari di Mantophasma rinvenuti fossero esemplari della stessa specie con elevato dimorfismo sessuale, ma lo ritenevano improbabile, vista la vasta separazione geografica degli esemplari. Studi successivi hanno confermato che appartengono addirittura a differenti famiglie.

## Classificazione
Le prime tre specie di Gladiatori sono state classificate come segue:
(† indica specie ritenuta estinta)
- Famiglia Mantophasmatidae
  - Mantophasma zephyra
  - Mantophasma subsolana
  - †Rhaptophasma kerneggeri

Tuttavia altri esemplari sottoposti ad esami genetici hanno portato all'individuazione di parecchie nuove specie, rivedendo la classificazione iniziale e separandone gli appartenenti:
- Famiglia Tanzaniophasmatidae
  - Tanzaniophasma subsolana
- Famiglia Mantophasmatidae
  - Mantophasma zephyra
  - Sclerophasma paresisensis
- Famiglia Austrophasmatidae
  - Austrophasma caledonensis
  - Austrophasma gansbaaiensis
  - Austrophasma rawsonvillensis
  - Lobophasma redelinghuysensis
  - Hemilobophasma montaguensis
  - Karoophasma biedouwensis
  - Karoophasma botterkloofensis
  - Namaquaphasma ookiepensis
- Famiglia 'inquirenda' (taxa provvisorio per specie di famiglie incerte)
  - †Rhaptophasma kerneggeri
  - Praedatophasma maraisi
  - Tyrannophasma gladiator